# قعيسيات
القعيسيات (الإسم العلمي:Pomacentridae) هي إحدى فصائل الأسماك تتبع رُتبة الفرخيات من طائفة شعاعيات الزعانف، تحتوي على 385 نوعاً ضمن 29 جنساً، تتميز أغلبية أنواعها بالألوان الزاهية ولذلك يكثر وجودها في أحواض الزينة، وتعيش في البيئات المالحة والبحار، وأنواع قليلة منها يعيش المياه العذبة.